# Joe Cheng
Joe Cheng ( Traditionell kinesiska: 鄭元暢, förenklad kinesiska: 郑元畅 pinyin: Zhèng Yuánchàng), född 19 juni 1982, är en Taiwanesisk modell, skådespelare och sångare. Cheng började sin karriär som modell, innan han började skådespela. Han är känd för sin medverkan som Jiang Zhi Shu i TV-serien It Started With a Kiss. Han fick sitt genombrott som skådespelare i TV-serien The Rose (2003). 

## TV-serier
- The Rose (2003)
- Dance With Michael (2003)
- Magic Ring (2004)
- Nine-Ball (2005)
- It Started With a Kiss (2005)
- Di Yi Tong Jin (2006)
- War and Destiny (2006)
- Summer x Summer (2007)
- They Kiss Again (2007)
- Honey and Clover (2008)
- Love or Bread (2008)
- That Love Comes (2010)
- Channel-X (2010)
- Love Actually (2012)
- You Light Up My Star (2014)
- Singles Villa (2015)
- Chinese Paladin 5 (2016)
- Legend of Heavenly Tear: Phoenix Warriors (2017)
- Partners (2018)
- L.O.R.D. Critical World (2019)
- Eighteen Springs (2019)